# Nicteu
Na mitologia grega, Nicteu (em grego: Νυκτεύς) foi um regente de Tebas, sucessor de Polidoro. Ele foi sucedido por seu irmão Lico. Segundo algumas versões, ele é o pai de Antíope (mãe de Anfião).

## Genealogia
Existem várias versões para os pais de Nicteu e Lico.
Segundo Higino, eles (e Eupemo) são filhos de Posidão com Celeno, filha de Ergeu.
Pseudo-Apolodoro dá duas versões: por uma delas, eles são filhos da ninfa Clonia com Hirieu, filho de Posidão e Alcíone (filha de Atlas). Em outra versão, Nicteu é filho de Chthonius, um dos Espartos ou Semeados.
Os dois irmãos fugiram da ilha de Eubeia após terem matado o rei Flégias, indo para a Hiria e depois para Tebas, porque eles eram amigos do Rei Penteu.

## Regência de Tebas
Nicteu tinha duas filhas, Nicteia e Antíope. Nicteia se casou com Polidoro, o sucessor de Penteu, e foi mãe de Lábdaco. Como Penteu e Polidoro morreram logo depois, Nicteu se tornou regente.
Existem duas versões para a sua morte. Segundo Pseudo-Apolodoro, Nicteu se matou de vergonha depois que Antíope ficou grávida. Segundo Pausânias, ele foi mortalmente ferido em guerra contra Epopeu, rei do Sicião. Em ambas versões, ele pede a seu irmão Lico que o vingue.